# Joaquín Gutiérrez de Rubalcaba
Joaquín Gutiérrez de Rubalcava y Casal (Ferrol, 19 de marzo de 1803-Madrid, 13 de abril de 1881) fue un militar y político español, almirante de la Armada Española de la que fue su vigesimoséptimo capitán general y ministro durante el reinado de Isabel II de España.

## Biografía
Era hijo de Alejo Gutiérrez Rubalcava y Medina, caballero de la Orden de Santiago. En 1819 entró de guardiamarina en Ferrol y embarcó a las fragatas Fama, María Isabel y Ninfa; en la goleta Belona y el bergantín Vengador. 
En 1821 ascendió a alférez de fragata, el 1825 a alférez de navío, en 1833 a teniente de navío y en 1840 a capitán de fragata. Fue enviado a Lima y 1842 combatió a los barcos de la Armada de Chile en la isla de Chiloé. En 1842 y 1846 fue elegido diputado por La Coruña.
En 1846 fue ascendido a capitán de navío y 1848 fue destinado a La Habana como capitán del Port. En 1852 ascendió a brigadier y 1853 fue nombrado comandante general de la división naval del Mediterráneo. 1854 fue nombrado director del Depósito Hidrográfico y vocal de la Junta directiva del Mapa Geográfico de España. En 1856 el nombraron mayor general de la Armada Española y 1857 jefe de la Escuadra. En 1859 fue capitán general de Cartagena y en 1860 comandante general de la apostadero de La Habana. 
Durante 1862 participó en una expedición de apoyo a Maximiliano I de México bajo las órdenes de Juan Prim. En 1863 fue nombrado presidente de la Junta Superior Consultiva de la Armada Española y senador vitalicio. En 1864 fue nombrado teniente general y Ministro de Marina bajo el gobierno de Lorenzo Arrazola (enero-marzo 1864). Volvería a ser ministro de Marina en el último gobierno de Ramón María de Narváez (1866-1867). Después de la revolución de 1868 pidió la separación del cuerpo. 
A raíz la restauració borbónica pidió el reingreso y volvió a ser nombrado senador vitalicio, presidente de la sección de marina del Consejo de Estado y en 1875 fue ascendido a almirante. Entre otras condecoraciones, recibió las grandes cruces de la Orden de San Hermenegildo , de la Orden de Carlos III y de la Orden de Isabel la Católica, así como la cruz del Mérito Naval con distintivo rojo.
El 4 de febrero de 1878 se le concedió el título nobiliario de Marqués de Rubalcaba.
| Predecesor: Francisco Mata Alós                    | Ministro de Marina 17 de enero de 1864-1 de marzo de 1864  | Sucesor: José Pareja y Septién        |
| Predecesor: Eusebio Calonge                        | Ministro de Marina 13 de julio de 1866-27 de junio de 1867 | Sucesor: Martín Belda                 |
| Predecesor: Francisco Coello de Portugal y Quesada | Presidente de la Real Sociedad Geográfica 1878-1879        | Sucesor: Antonio Cánovas del Castillo |